# Instituut voor Doven Sint-Michielsgestel

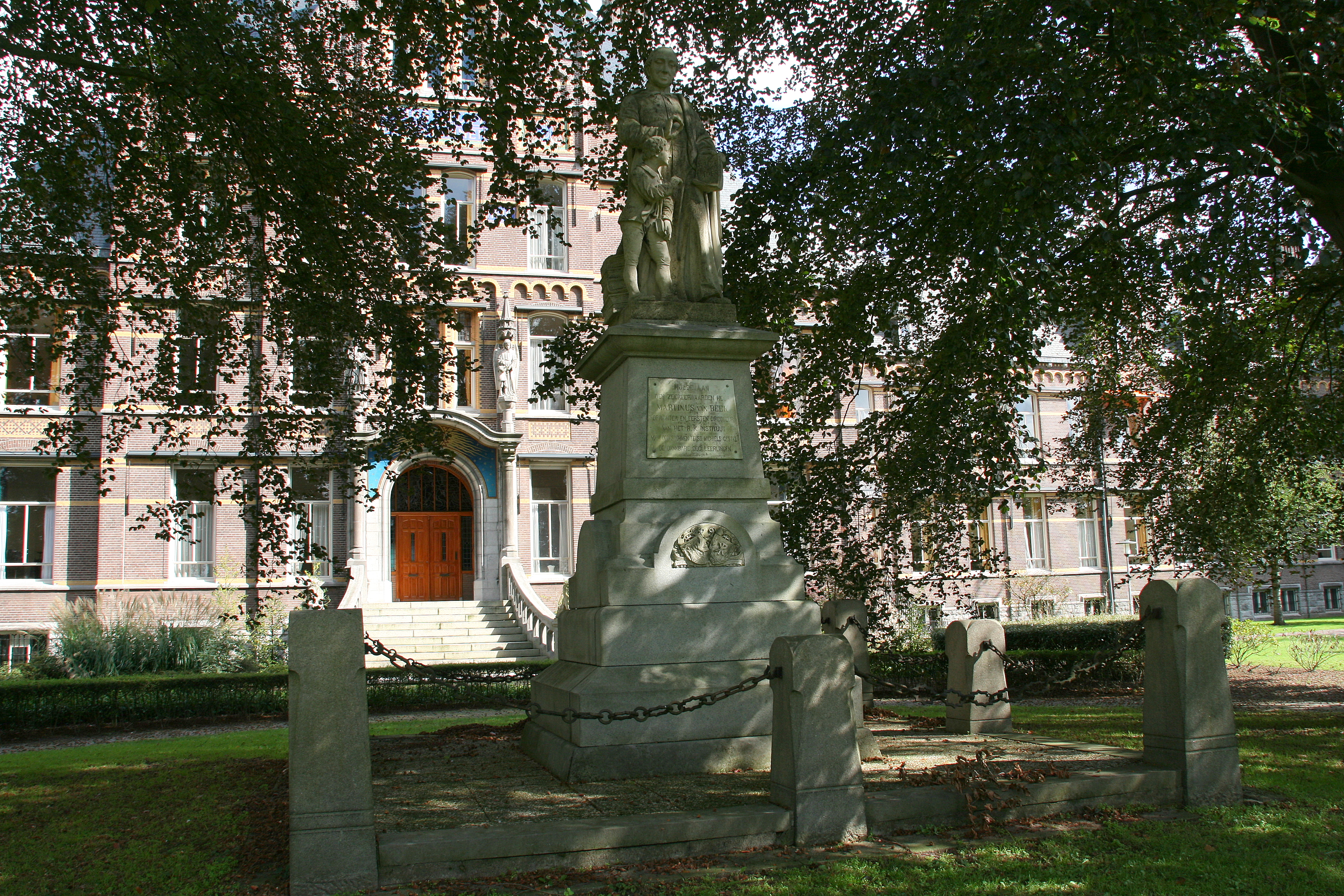
Das Institut mit der Statue von Martinus van Beek

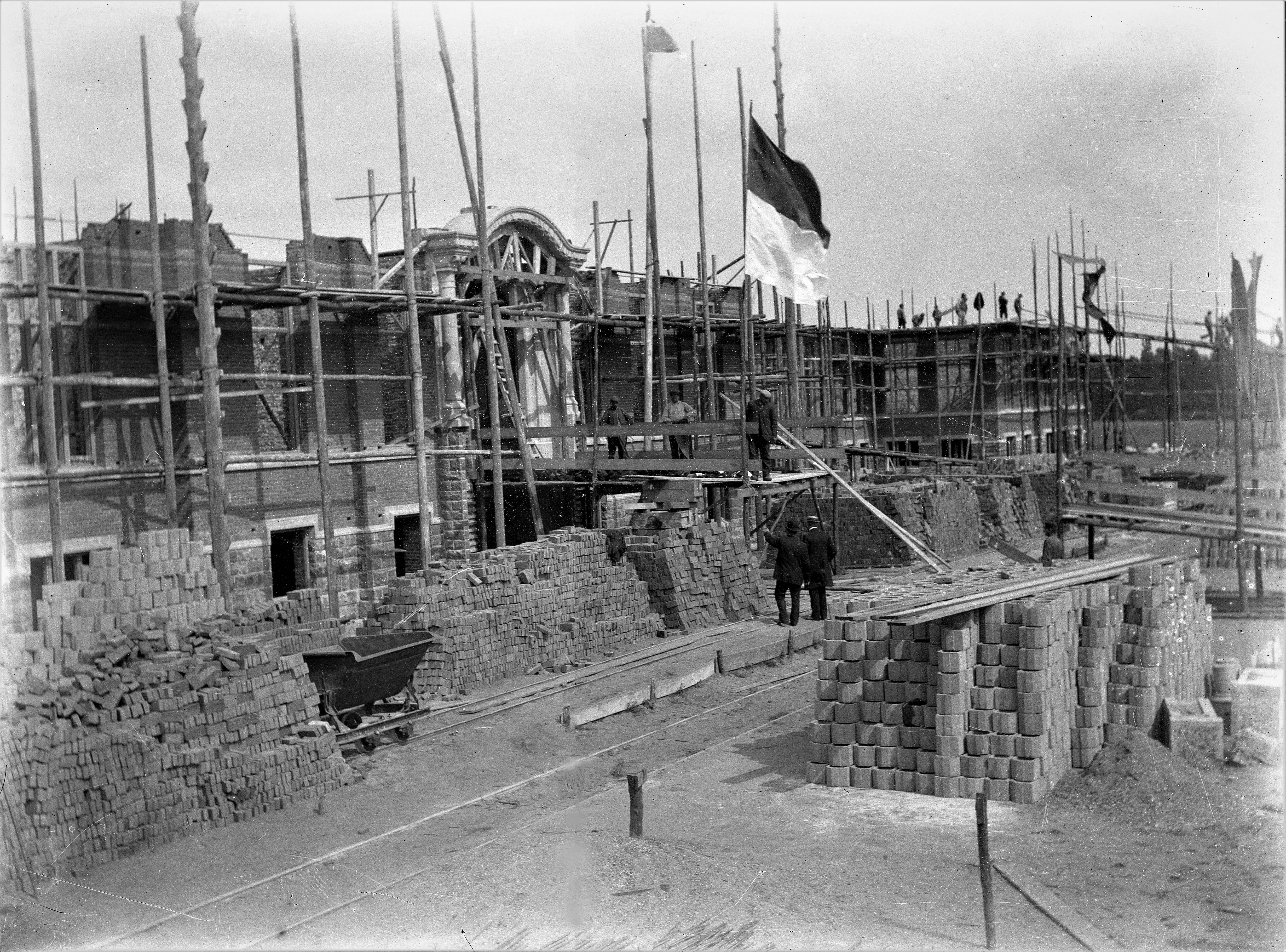
Glasplattennegative aus der Zeit um 1908–1910, Bau des Instituts für Gehörlose in Sint-Michielsgestel

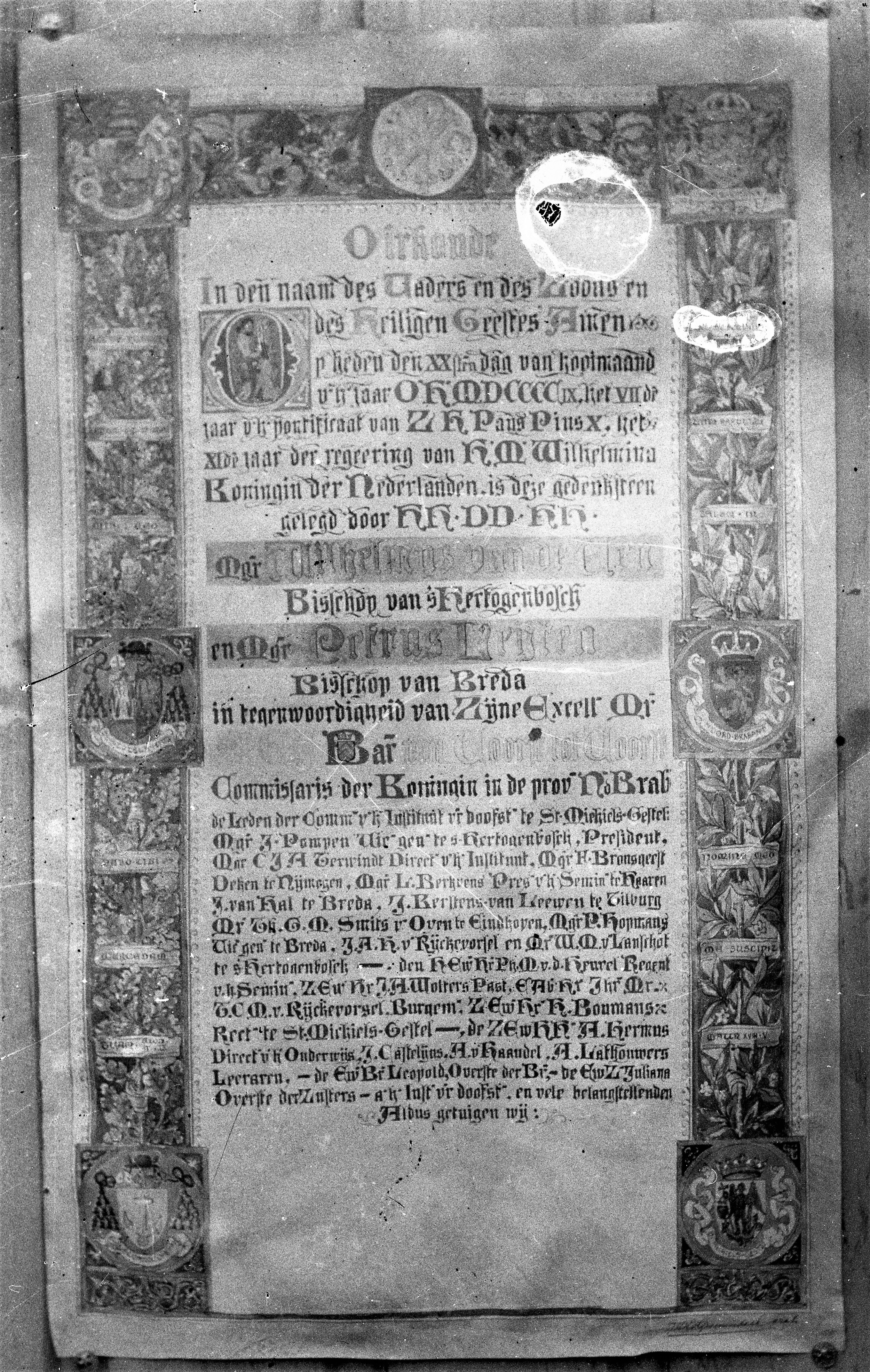
Glasplattennegative aus der Zeit um 1908–1910, Foto einer Urkunde beim Bau des Instituts für Gehörlose in Sint-Michielsgestel

Das Instituut voor Doven (IvD) (Institut für Gehörlose) in Sint-Michielsgestel war eine niederländische Gesundheits- und Bildungseinrichtung für Gehörlose, Schwerhörige und Taubblinde, die 1840 vom Priester Martinus van Beek und den Schwestern der Choorstraat (in Hertogenbosch) gegründet wurde. Ab 1828 erteilte Martinus van Beek vier gehörlosen Menschen aus Gemert
Religionsunterricht mithilfe der Gebärdensprache, der Schrift und eines Fingeralphabets. Der Grund hierfür war die Vermittlung des katholischen Glaubens, da gehörlose Analphabeten sonst nie mit heiligen Schriften wie der Bibel in Berührung kommen würden. Im Jahr 1844 wurde außerdem die Hostiebakkerij St. Michael gegründet, in der Hörende und Hörgeschädigte Seite an Seite bei der Zubereitung und dem Verkauf von Hostien an katholische Einrichtungen arbeiteten.
Die betreffenden Geistlichen gehörten zu den Ersten, die Kommunikationsmittel entwickelten und nutzten. 1855 wurde die Sprechmethode (Lippenlesen) eingeführt und um 1900 verschwand die Gebärdensprache vollständig aus der Gehörlosenschule, sodass diese Schule eine der letzten in den Niederlanden war. Das Institut lehrte das sogenannte Van Beek-gebarensysteem, das noch heute am Institut verwendet wird, und zwar von gehörlosen Menschen mit einer geistigen Behinderung. Einige wenige Dolmetscher, deren gehörlose Eltern noch in diesem Gebärdensystem unterrichtet wurden, beherrschen dieses System noch heute. Im Jahr 2020 meldeten sich noch weitere, die ebenfalls das Gebärdensystem beherrschte, da deren gehörlose Väter und hörgeschädigte Mütter früher zwischen 1930–1944 und 1934–1945 dort waren.
Nach dem Übergang zum Oralismus als Kommunikationsmittel wurde die Verwendung von Gebärdensprache und Gesten im Klassenzimmer aktiv unterbunden und bestraft. Dies geschah sowohl psychologisch (mithilfe öffentlicher Listen der Schüler, die die meisten Gesten gemacht hatten) als auch physisch, indem ihnen nach gelegentlichem Einsatz von Gesten die Hände gefesselt und wiederholt mit einem Lineal auf die Finger geschlagen wurden. Die Qualität der Ausbildung nahm nach diesem Übergang ab, da relativ viel Zeit auf die Spracherziehung verwendet wurde und dies zu Lasten anderer Fächer sowie der allgemeinen und sprachlichen Entwicklung ging. Professor Ben Tervoort hatte in diesem Punkt 1964 einen Konflikt mit dem Institut für Gehörlose. Ab Mitte der 1990er Jahre begann das Institut für Gehörlose, die Erkenntnisse und Ansichten von Ben Tervoort zu übernehmen, der seiner Zeit weit voraus war. Die stichting Viataal hat zwei seiner Doktoranden in den Vorstand aufgenommen.
Nach der Gründung des Instituts (in Zusammenarbeit mit den Bischöfen von ’s-Hertogenbosch und Breda) wurde es in die verlassenen Gebäude des Priesterseminars von Herlaer im ehemaligen Schloss Nieuw-Herlaar in der Nähe von Sint-Michielsgestel verlegt. Im Jahr 1840 wurde Pfarrer Heeren, der von Beginn an bis zu seinem Tod Vorstandsmitglied des Instituts war, auch um Schwestern für das Taubstummeninstitut gebeten. Die Schwestern der Choorstraat ließen sich am 15. September 1840 in Sint-Michielsgestel nieder. 1845 kamen die Brüder von Maastricht, um die Jungen zu unterrichten. Im Jahr 1908 wurde der Grundstein für das kolossale neugotische Gebäude an der Theerestraat in Sint-Michielsgestel gelegt, das von Hubert van Groenendael entworfen wurde. Im Jahr 1910 wurde dieser Komplex in Betrieb genommen und das Schloss aufgegeben. Am 31. Oktober 1990 verließen die letzten beiden Schwestern das Institut.
Im Jahr 1912 wurde eine spezielle Klasse für gehörlose Kleinkinder eingerichtet, da klar wurde, dass die Ausbildung so früh wie möglich beginnen sollte. In den 1940er Jahren wurde zudem die Klangmethode eingeführt, bei der Musik und Tanz eine zentrale Rolle spielten. So entwickelte sich die Gefühlswelt des Kindes. In den 1950er Jahren wurde zudem auf die Prävention geachtet, Eltern und Kinder wurden geschult, in den 1960er Jahren erfolgte eine stärkere Differenzierung nach den Fähigkeiten der Kinder. 1962 wurde eine Sonderschule für taubblinde Kinder gegründet. Im Jahr 1965 wurde für Kinder, die in die Regelschule wechselten, eine ambulante Betreuung eingeführt. Später wurde eine Kombination verschiedener Methoden, wiederum unter Einbeziehung der Gebärdensprache, angeboten.
Das Institut für Gehörlose fusionierte 1998 mit dem Nijmeegse Mgr. Terwindtstichting (MTW) wurde unter dem Namen IvD/MTW gegründet und 2003 als stichting Viataal weitergeführt, ein Unternehmen, das seinen Hauptsitz auf dem Gelände des ehemaligen IvD hatte. Im Jahr 2009 fusionierte es mit Koninklijke Effatha Guyot Groep (KEGG) und Sint Marie zu Kentalis.
Das Institut war eine der letzten Bildungseinrichtungen in den Niederlanden, die die mündliche Unterrichtsmethode aufgab.
Im Jahr 2002 wurde am Institut langjähriger sexueller Missbrauch von Studierenden aufgedeckt. Etwa zur selben Zeit erschien auch ein Buch eines ehemaligen Studenten über seine Erfahrungen mit sexuellem Missbrauch am IvD.